# Mai Châu, Quảng Đông
Mai Châu (tiếng Trung: 梅州; bính âm: Méizhōu) là địa cấp thị ở tỉnh Quảng Đông, Trung Quốc. Diện tích 15.836 km2, dân số 4.863.800 người.

## Hành chính
Mai Châu hiện quản lý:
- Quận nội thành: Mai Giang, Mai Huyện
- Thành phố cấp huyện: Hưng Ninh
- Huyện: Tiêu Lĩnh, Đại Bộ, Phong Thuận, Ngũ Hoa, Bình Viễn